# هور العظيم
هور العظيم وهو أحد الأهوار في العراق يقع في ناحية المشرح في ميسان وله مدخلان بريان هما طريق ناحية المشرح-هور العظيم وطريق الكحلاء – المعيل - المشرح - هور العظيم وهو أحد الأهوار التي تعرضت إلى عمليات التجفيف ثم عادت إليها المياه بصورة طبيعية بعد سقوط نظام صدام حسين لتغمر مساحة كبيرة منه إلا أنه لا زالت هنالك أراضي مجففة استغل منها للزراعة وكذلك سكنتها عدة تجمعات سكنية يتم تغذية هذا الهور وانعاشه بالمياة من خلال منافذ داخلية هي نهر المشرح ومنافذ خارجية هي نهر الطيب ونهر الدويريج ونهر الكرخة ونهر نيسان ونهر الخفاجية كما أن المياه التي تغذيه تكون في حالات متفاوتة لسد نقص مياهه وهو يعتبر أيضا من ضمن الحدود المشتركة بين إيران والعراق ويبدأ من ناحية المشرح إلى هور أم نعاج.